# 불포화 지방산

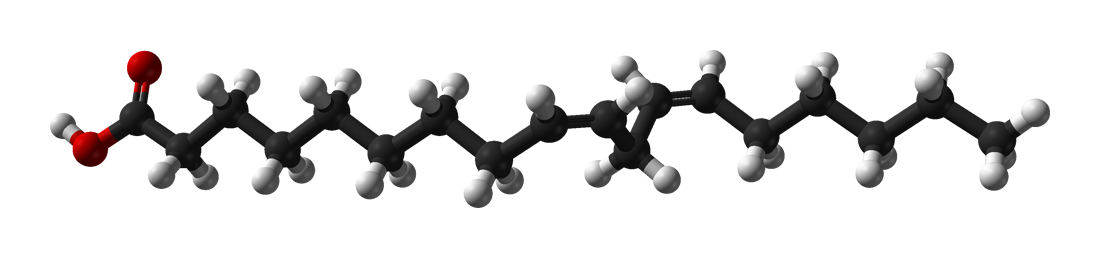
불포화 지방산인 리놀레산의 구조

불포화 지방산(不飽和脂肪酸, 영어: unsaturated fatty acid)은 지방산 사슬 내에 한 개 이상의 이중 결합을 가지고 있는 지방산이다. 불포화 지방산으로 구성된 지방을 불포화 지방이라고 한다. 지방산 사슬은 한 개의 이중 결합을 포함하고 있을 경우 단일불포화되며, 두 개 이상의 이중 결합을 포함하고 있을 경우 다불포화된다.
이중 결합이 형성되는 곳에서 수소 원자는 탄소 사슬에서 배제된다. 따라서 포화 지방산에는 이중 결합이 없고, 탄소에 결합된 최대 수의 수소를 가지므로 수소 원자로 "포화"된다. 세포 대사에서, 불포화 지방 분자는 동등한 양의 포화 지방보다 다소 적은 에너지(즉, 칼로리)를 함유하고 있다. 지방산의 불포화도가 커질수록(즉, 지방산의 이중 결합이 많을수록) 지질 과산화(산패)에 더 취약해진다. 항산화제는 지질 과산화로부터 불포화 지방을 보호할 수 있다.

## 화학 및 영양

선택된 음식에 함유된 종류별 지방의 비율

이중 결합은 이중 결합의 기하학적 구조에 따라 시스 또는 트랜스 이성질체일 수 있다. 시스 이성질체에서 수소 원자는 이중 결합의 동일한 쪽에 있는 반면에 트랜스 이성질체에서는 이중 결합의 서로 반대쪽에 있다. 포화 지방은 불포화 지방보다 산패에 더 강하고 실온에서 더 견고하기 때문에 가공 식품에서 더 유용하다. 불포화된 사슬은 녹는점이 낮기 때문에 이들 분자는 세포막의 유동성을 증가시킨다.
단일불포화 지방과 다불포화 지방은 둘 다 식단에서 포화 지방을 대체할 수 있지만, 트랜스 불포화 지방으로 대체되어서는 안된다. 포화 지방을 불포화 지방으로 대체하면 혈액 내 총 콜레스테롤 및 저밀도 지질단백질(LDL) 콜레스테롤 수치가 낮아진다. 이중 결합의 입체화학에서 탄소 사슬은 선형 입체구조를 취하려는 경향이 있으나 트랜스 불포화 지방은 예외이다. 시스 이중 결합의 기하학적 구조는 분자의 구부러짐을 유발하여 견고한 구조의 형성을 방해한다. 지방산의 천연 공급원 중에는 시스 이성질체가 많다.
다불포화 지방은 심장 부정맥에 대해 보호하며 상대적으로 지방 섭취량이 적은 폐경 후 여성들에 대한 연구는 다불포화 지방은 관상동맥 죽상경화증의 진행과 밀접하게 관련되어 있지만, 단일불포화 지방은 그렇지 않다는 것을 보여주었다. 이것은 아마도 다불포화 지방이 지질 과산화에 보다 취약하다는 것을 나타낸다.
불포화 지방산의 예로는 팔미톨레산, 올레산, 미리스톨레산, 리놀레산, 아라키돈산 등이 있다. 불포화 지방을 함유하고 있는 식품에는 아보카도, 견과류, 올리브유 및 카놀라유와 같은 식물성 기름이 있다. 육류 제품은 포화 지방과 불포화 지방을 모두 포함하고 있다.
불포화 지방은 일반적으로 포화 지방보다 건강한 것으로 간주되지만, 미국 식품의약국(FDA)은 불포화 지방의 섭취량은 일일 칼로리 섭취량의 30%를 초과해서는 안된다고 권고했다. 거의 대부분의 식품에는 불포화 지방과 포화 지방이 모두 들어있다.  마케팅 담당자는 포화 지방과 불포화 지방 중 어느 것이 대다수를 구성하는지에 따라 하나만 광고한다. 따라서 올리브유와 같은 다양한 불포화 지방을 함유하고 있는 식물성 기름들은 또한 포화 지방도 함유하고 있다.
화학 분석에서 지방산은 메틸 에스터의 기체 크로마토그래피에 의해 분리된다. 또한, 박층 크로마토그래피로 불포화 이성질체들의 분리가 가능하다.
| 음식                                               | 포화 지방산                 | 단일불포화 지방산           | 다불포화 지방산             |
| 음식                                               | 전체 지방 중 질량 백분율(%) | 전체 지방 중 질량 백분율(%) | 전체 지방 중 질량 백분율(%) |
| 식용유                                             | 식용유                      | 식용유                      | 식용유                      |
| -------------------------------------------------- | --------------------------- | --------------------------- | --------------------------- |
| 카놀라유                                           | 08                          | 64                          | 28                          |
| 코코넛기름                                         | 87                          | 13                          | 00                          |
| 옥수수기름                                         | 13                          | 24                          | 59                          |
| 면실유                                             | 27                          | 19                          | 54                          |
| 올리브유                                           | 14                          | 73                          | 11                          |
| 팜핵유                                             | 86                          | 12                          | 02                          |
| 팜유                                               | 51                          | 39                          | 10                          |
| 땅콩기름                                           | 17                          | 46                          | 32                          |
| 겨기름                                             | 25                          | 38                          | 37                          |
| 홍화유, 올레산                                     | 06                          | 75                          | 14                          |
| 홍화유, 리놀레산                                   | 06                          | 14                          | 75                          |
| 콩기름                                             | 15                          | 24                          | 58                          |
| 해바라기씨유                                       | 11                          | 20                          | 69                          |
| 겨자기름                                           | 11                          | 59                          | 21                          |
| 유제품                                             |                             |                             |                             |
| 유지방                                             | 66                          | 30                          | 04                          |
| 일반 치즈                                          | 64                          | 29                          | 03                          |
| 저지방 치즈                                        | 60                          | 30                          | 00                          |
| 일반 아이스크림                                    | 62                          | 29                          | 04                          |
| 저지방 아이스크림                                  | 62                          | 29                          | 04                          |
| 전유                                               | 62                          | 28                          | 04                          |
| 우유, 2%                                           | 62                          | 30                          | 00                          |
| *휘핑 크림                                         | 66                          | 26                          | 05                          |
| 육류                                               |                             |                             |                             |
| 쇠고기                                             | 33                          | 38                          | 05                          |
| 소 등심                                            | 38                          | 44                          | 04                          |
| 돼지 갈비살                                        | 35                          | 44                          | 08                          |
| 햄                                                 | 35                          | 49                          | 16                          |
| 닭 가슴살                                          | 29                          | 34                          | 21                          |
| 닭고기                                             | 34                          | 23                          | 30                          |
| 칠면조 가슴살                                      | 30                          | 20                          | 30                          |
| 칠면조 다리                                        | 32                          | 22                          | 30                          |
| 생선, 오렌지 러피                                  | 23                          | 15                          | 46                          |
| 연어                                               | 28                          | 33                          | 28                          |
| 핫도그, 소고기                                     | 42                          | 48                          | 05                          |
| 핫도그, 칠면조                                     | 28                          | 40                          | 22                          |
| 햄버거                                             | 36                          | 44                          | 06                          |
| 치즈버거                                           | 43                          | 40                          | 07                          |
| 빵가루 입힌 치킨 샌드위치                          | 20                          | 39                          | 32                          |
| 구운 치킨 샌드위치                                 | 26                          | 42                          | 20                          |
| 폴리쉬 소시지                                      | 37                          | 46                          | 11                          |
| 칠면조 소시지                                      | 28                          | 40                          | 22                          |
| 소시지 피자                                        | 41                          | 32                          | 20                          |
| 치즈 피자                                          | 60                          | 28                          | 05                          |
| 견과류                                             |                             |                             |                             |
| 볶은 아몬드                                        | 09                          | 65                          | 21                          |
| 볶은 캐슈                                          | 20                          | 59                          | 17                          |
| 볶은 마카다미아                                    | 15                          | 79                          | 02                          |
| 볶은 땅콩                                          | 14                          | 50                          | 31                          |
| 볶은 피칸                                          | 08                          | 62                          | 25                          |
| 아마                                               | 08                          | 23                          | 65                          |
| 참깨                                               | 14                          | 38                          | 44                          |
| 콩                                                 | 14                          | 22                          | 57                          |
| 해바라기씨                                         | 11                          | 19                          | 66                          |
| 볶은 호두                                          | 09                          | 23                          | 63                          |
| 과자 및 빵류                                       |                             |                             |                             |
| 캔디, 초콜릿 바                                    | 59                          | 33                          | 03                          |
| 과일맛 캔디                                        | 14                          | 44                          | 38                          |
| 오트밀 건포도 쿠키                                 | 22                          | 47                          | 27                          |
| 초콜릿 칩 쿠키                                     | 35                          | 42                          | 18                          |
| 케이크                                             | 60                          | 25                          | 10                          |
| 데니쉬 페이스트리                                  | 50                          | 31                          | 14                          |
| 식탁에 또는 요리 중에 첨가되는 지방                |                             |                             |                             |
| 버터, 스틱                                         | 63                          | 29                          | 03                          |
| 버터, 휘프트                                       | 62                          | 29                          | 04                          |
| 마가린, 스틱                                       | 18                          | 39                          | 39                          |
| 마가린, 통                                         | 16                          | 33                          | 49                          |
| 마가린, 가벼운 통                                  | 19                          | 46                          | 33                          |
| 라드                                               | 39                          | 45                          | 11                          |
| 쇼트닝                                             | 25                          | 45                          | 26                          |
| 닭고기 지방                                        | 30                          | 45                          | 21                          |
| 쇠고기 지방                                        | 41                          | 43                          | 03                          |
| 거위고기 지방                                      | 33                          | 55                          | 11                          |
| 드레싱, 블루 치즈                                  | 16                          | 54                          | 25                          |
| 드레싱, 라이트 이탈리안                            | 14                          | 24                          | 58                          |
| 기타                                               |                             |                             |                             |
| 계란 노른자 지방                                   | 36                          | 44                          | 16                          |
| 아보카도                                           | 16                          | 71                          | 13                          |
| 표에 특별히 명시되지 않은 경우 참조는 다음과 같다. |                             |                             |                             |
| * 3%는 트랜스 지방이다.                            |                             |                             |                             |

## 인슐린 저항성에서 식이 지방의 역할
단일불포화 지방(특히 올레산)이 많은 식단에서는 인슐린 저항성의 발생률이 감소하는 반면, 다불포화 지방(특히 다량의 아라키돈산)과 포화 지방(아라키드산과 같은)이 많은 식단에서는 인슐린 저항성의 발생률이 증가하였다. 이러한 비율은 사람의 골격근의 인지질 및 다른 조직에서도 지수화할 수 있다. 식이 지방과 인슐린 저항성 사이의 관계는 인슐린 저항성과 염증 사이의 관계에 이차적인 것으로 추정된다. 이는 항염증성으로 생각되는 오메가-3 지방산과 오메가-9 지방산, 전염증성으로 생각되는 오메가-6 지방산(여러 가지 식이 성분, 특히 폴리페놀과 운동에 의해)과 같은 식이 지방의 비율(오메가-3, 오메가-6, 오메가-9 지방산)에 의해 부분적으로 조절된다. 전염증성 및 항염증성 유형의 지방이 생물학적으로 필요하지만, 거의 대부분의 미국 식단에서 지방 식이 비율은 오메가-6 지방산으로 치우쳐 있으며, 그 결과 염증을 억제하고 인슐린 저항성을 강화한다. 그러나 이것은 다불포화 지방이 인슐린 저항성을 막는 것으로 보이는 최근의 연구의 제안과는 반대된다.

## 대사 페이스메이커로서의 막 조성
포유류와 파충류의 세포막에 대한 연구에 따르면 포유류의 세포막은 파충류보다 다불포화 지방산(예: 도코사헥사엔산, 오메가-3 지방산)의 비율이 더 높다는 것을 발견했다. 조류의 지방산 조성은 포유류와 비슷한 비율을 보였지만, 주어진 신체 크기에 대해 오메가-6 지방산에 비해 오메가-3 지방산이 3분의 1이 더 적었다. 이러한 지방산의 조성은 세포막의 유동성을 증가시킬 뿐만 아니라 다양한 이온들(H+ 및 Na+)에 투과성이 있는 세포막을 생성하여, 세포막을 유지하는 데 드는 비용을 증가시킨다. 이러한 유지 비용은 포유류와 조류의 높은 대사율과 이에 수반되는 온혈의 주요 원인 중 하나로 주장되어 왔다. 세포막의 다불포화는 또한 만성적인 저온에 반응하여 일어날 수 있다. 어류는 더 추운 저온 환경에서 보다 큰 막 유동성(및 기능성)을 유지하기 위해 세포막의 단일불포화 지방산과 다불포화 지방산의 함량을 증가시킨다.

## 같이 보기
- 포화 지방산
- 단일불포화 지방산
- 다불포화 지방산
- 아이오딘값 – 불포화 지방의 비율을 결정하는 화학 분석 방법